# Байхлинген (община)
Байхлинген (нем. Beichlingen) — община в Германии, в земле Тюрингия.
Входит в состав района Зёммерда. Подчиняется управлению Кёлледа. Население составляет 564 человека (на 31 декабря 2010 года). Занимает площадь 19,07 км².